# Csesztreg
Csesztreg è un comune dell'Ungheria di 854 abitanti (dati 2001). È situato nella contea di Zala.